# Pediacus kurosawai
Pediacus kurosawai is een keversoort uit de familie platte schorskevers (Cucujidae). De wetenschappelijke naam van de soort werd in 1983 gepubliceerd door Sasaji.